# Saïkati
 (janvier 2021).
Pour plus de détails, voir Fiche technique et Distribution.
Saïkati est un film kényan sortie en 1992 réalisé par Anne Mungai. Saïkati est le premier long métrage réalisé entièrement par une femme de Nairobi.
C'est un film qui relate l'histoire d'une jeune femme Massaï qui se bat pour faire sauter les verrous du patriarcat dans laquelle elle vit.

## Synopsis
Saïkati, jeune femme kényane  joué par Esther Muthoni Muthee (ex-miss Kenya et représentante du Kenya à miss monde 1999),  décide de devenir infirmière après avoir vu son père mourir à l'hôpital par manque de soins. Son rêve est de devenir non seulement infirmière mais aussi et surtout pilote de médecins qui se déplacent en avion pour donner des soins d’urgence dans les zones les plus reculées. Si pour elle le but est de travailler afin d'aider les autres, pour sa famille, le plus important c'est sa situation matrimoniale. De retour dans son village, sa famille lui arrange un mariage avec un homme qu'elle n'aime pas. Elle décline la proposition et s'affranchit ainsi des coutumes traditionnelles obsolètes et résiste à toutes sortes de dérives,.

## Fiche technique
- Réalisatrice : Anne G. Mungai
- Scénario : Anne G. Mungai
- Image : Peter Coleman
- Montage : Ettie Feldman
- Son : Jeanne Lusabe
- Pays : Kenya
- Durée : 95 minutes
- Année : 1992

## Distribution
- Lynette Mukami Kinoti : Saïkati
- Susan Wanjiku : Monica
- Richard Harrison : Alex Williamson
- Hugh Mainwaring : Hamish Brown
- Anne Wanjugu : la mère de Saïkati
- Susan Wanjiru : Ntidai
- John Olodo : le père de Saïkati
- Joseph Lenkoko : le fils du chef
- Esther Nzuki : la bonne de Monica